# Iris Murdoch
Jean Iris Murdoch (ur. 15 lipca 1919 w Dublinie, zm. 8 lutego 1999 w Oksfordzie) – anglo-irlandzka pisarka i filozofka.

## Życiorys
Studiowała filologię klasyczną, filozofię i historię starożytną w Somerville College w Oksfordzie, później filozofię w Newnham College w Cambridge, pod kierunkiem Wittgensteina. W 1948 została członkiem St Anne's College w Oksfordzie. W 1976 odznaczona Komandorią Orderu Imperium Brytyjskiego (CBE), w 1987 klasa tego orderu została podniesiona do Dama Komandor (DBE), co upoważniało Murdoch do tytułu szlacheckiego dame.
Swą pierwszą powieść W sieci wydała w 1954, wcześniej publikowawszy eseje o tematyce filozoficznej, w tym pierwsze studium w języku angielskim poświęcone Sartre’owi. W 1956 w Oksfordzie poznała również i wyszła za mąż za Johna Bayleya, wykładowcę literatury angielskiej i powieściopisarza. Była autorką ponad 20 powieści oraz wielu prac poświęconych filozofii. W 1995 zaczęła cierpieć z powodu objawów choroby Alzheimera. Zmarła w 1999 w wieku 79 lat.

## Literatura
Twórczość Murdoch ma charakter obyczajowo-psychologiczny, widoczne są w niej wpływy Platona, Freuda i Sartre’a. Jej powieści są pełne nieprzewidywalnych zwrotów akcji, czarnego niekiedy humoru, choć pisane głównie w konwencji realistycznej zawierają jednak często elementy fantastyczne i cechują się złożoną symboliką. Do najbardziej znanych powieści zaliczyć można: Dzwon (1958), Jednorożca (1963), Morze, morze (1978, za które otrzymała Nagrodę Bookera).

## Filozofia
Platonistka i egzystencjalistka; była jednym z niewielu w Wielkiej Brytanii filozofów nieanalitycznych (zob. filozofia analityczna). Jej zainteresowania filozoficzne, bliskie temu czym zajmowała się na polu literatury, koncentrowały się wokół religii i moralności, które stanowiły dla niej rodzaj platońskiego przedmurza przed światem, pozbawionym sensu i nie dającym się scalić w jedno.

## Dzieła

### Powieści
- W sieci (Under the Net, 1954)
- The Flight from the Enchanter (1956)
- The Sandcastle (1957)
- Dzwon (The Bell, 1958, wyd. pol. 1972)
- A Severed Head (1961)
- Skromna róża (An Unofficial Rose, 1962, wyd. pol. 1974)
- Jednorożec (The Unicorn, 1963, wyd. pol. 1999)
- The Italian Girl (1964)
- The Red and the Green (1965)
- Czas aniołów (The Time of the Angels, 1966, wyd. pol. 1974)
- Miły i dobry (The Nice and the Good, 1968)
- Sen Brunona (Bruno’s Dream, 1969)
- A Fairly Honourable Defeat (1970)
- Przypadkowy człowiek (An Accidental Man, 1971)
- Czarny Książę (The Black Prince, 1973, wyd. pol. 1977)
- Machina miłości czystej i wszetecznej (The Sacred and Profane Love Machine, 1974)
- A Word Child (1975)
- Henryk i Kato (Henry and Cato, 1976)
- Morze, morze (The Sea, the Sea, 1978, Nagroda Bookera)
- Rycerze i zakonnice (Nuns and Soldiers, 1980)
- The Philosopher’s Pupil (1983)
- Zacny uczeń (The Good Apprentice, 1985)
- Mędrcy i kochankowie (The Book and the Brotherhood, 1987)
- The Message to the Planet (1989)
- Zielony rycerz (The Green Knight, 1993)
- Dylemat Jacksona (Jackson’s Dilemma, 1995)
- Something Special (reprint opowiadania, 1999; wydanie pierwsze: 1957)

### Filozofia
- Sartre: Romantic Rationalist (1953)
- The Sovereignty of Good (1970)
- The Fire and the Sun (1977)
- Acastos: Two Platonic Dialogues (1986)
- Metaphysics as a Guide to Morals (1992)
- Przeciw oschłości, (tłum. Michał Filipczuk, PIW 2023, ISBN 978-83-8196-361-9) (Existentialists and Mystics, 1997)

### Dramaty
- A Severed Head (with J.B. Priestly, 1964)
- The Italian Girl (with James Saunders, 1969)
- The Three Arrows & The Servants and the Snow (1973)
- The Black Prince (1987)

### Poezja
- A Year of Birds (1978, wyd. popr. 1984)
- Poems by Iris Murdoch (1997)

## O Iris Murdoch
- Ewa Wełnic, Iris Murdoch – powieściopisarka i moralistka, ISBN 83-231-0401-8.
- John Bayley, Iris – Najpiękniejsza historia miłości (Elegy for Iris), ISBN 83-7337-186-9.
- W 2001 powstał film biograficzny pt. Iris w reżyserii Richarda Eyre oparty na wspomnieniach męża pisarki.